# Neznakomyj naslednik
Neznakomyj naslednik (Незнакомый наследник) è un film del 1974 diretto da Gennadij Sergeevič Kazanskij e Oleg Daškevič.

## Trama
La squadra di costruzione del caposquadra Kuznetsov ha lavorato in modo chiaro e armonioso. E tutto perché il caposquadra aveva inclinazioni pedagogiche, che lo hanno aiutato molto a comunicare con i giovani, che costituiscono il grosso della sua squadra. E improvvisamente è apparso un nuovo arrivato, che è diventato immediatamente "trasversale" alla squadra e non ha voluto eguagliare il resto.